# Löwen-Apotheke (Magdeburg)

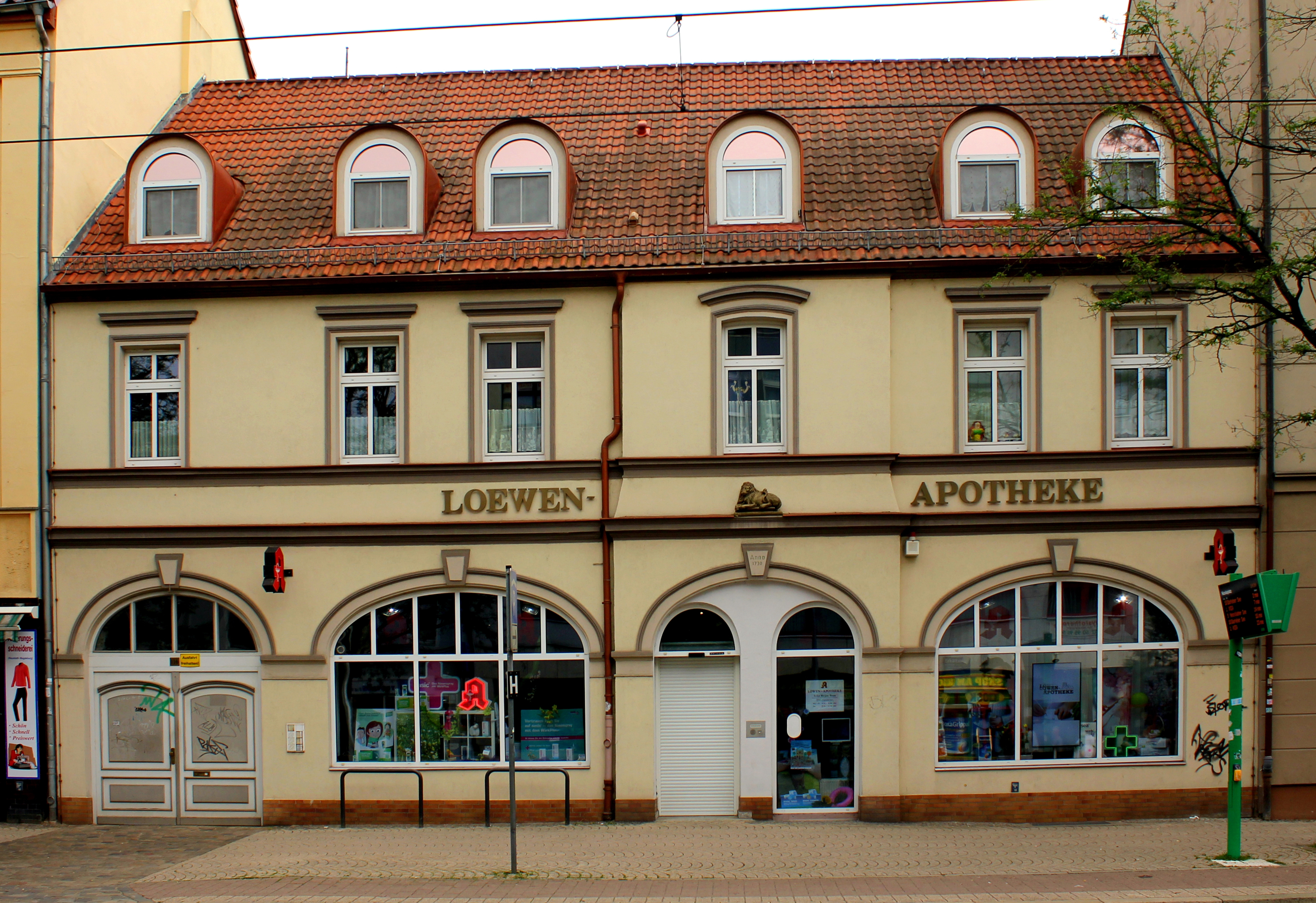
Vorderseite der Löwen-Apotheke im Stadtteil Neue Neustadt

Die Löwen-Apotheke ist ein denkmalgeschütztes Bauwerk im Stadtteil Neue Neustadt der Stadt Magdeburg in Sachsen-Anhalt. Sie ist nicht zu verwechseln mit der ehemaligen Löwen-Apotheke in der Magdeburger Altstadt.

## Geschichte
Laut Schlussstein über dem Ladeneingang wurde die Apotheke 1730 gegründet. Beim heutigen Gebäude handelt es sich aber um ein Bauwerk aus dem Jahr 1814, welches im Zuge der Verlegung der Neustadt entstand. Zu starken baulichen Veränderungen der Erdgeschossfassade kam es durch den Maurermeister C. Ganzlin 1910. Sie gilt als älteste Apotheke der Stadt.

## Lage
Die Löwen-Apotheke befindet sich in der Lübecker Straße in Magdeburg.

## Bauliche Beschreibung
Bei der Löwen-Apotheke handelt es sich um einen zweigeschossigen Putzbau mit einem Satteldach. Über dem Ladeneingang befindet sich der Schlussstein und drüber ist das alte Hauszeichen, ein vergoldeter Löwe aus Sandstein. Zwischen dem Erdgeschoss und dem Obergeschoss befinden sich zwei schmale Gesimse. Die Öffnungen für die Ladentür und die Schaufenster sind als Korbbögen gestaltet. Die Fenster im Obergeschoss sind schlichte Rechteckfenster und ein Segmentbogenfenster.
Im örtlichen Denkmalverzeichnis ist es unter der Erfassungsnummer 094 06339 als Baudenkmal verzeichnet.